# Grottes de l'Águila
Les grottes de l'Águila sont des grottes karstiques situées dans la commune d'Arenas de San Pedro, dans la province d'Ávila (Castille-et-León, Espagne),. Elles font partie d'une zone spéciale de conservation (ZSC) du réseau Natura 2000. Certaines d'entre elles sont des grottes touristiques, ouvertes à la visite pour leurs concrétions spectaculaires.

## Découverte
Les grottes de l'Águila ont été découvertes le 24 décembre 1963 par cinq garçons qui chassaient dans la région lorsqu'ils ont remarqué de la vapeur sortant d'un trou. Elle était due à la différence de température entre l'intérieur, environ 15°C, et l'extérieur, beaucoup plus froid à cette saison.
Les garçons, aidés de cordes et de lampes de poche, sont entrés par ce qui semblait être une chatière, d'une largeur maximale de 60 cm. Ils avancèrent accroupis sur environ 50 à 60 m jusqu'à atteindre la grande salle principale. Ils sont ensuite restés perdus à l'intérieur pendant près de cinq heures jusqu'à ce qu'ils parviennent à retrouver leur chemin vers la sortie.
Après d'importants travaux d'aménagement, certaines des grottes ont été ouvertes au public le 18 juillet 1964. Elles sont presque entièrement praticables, bien entretenues et signalisées, et ne présentent aucun danger.

## Description

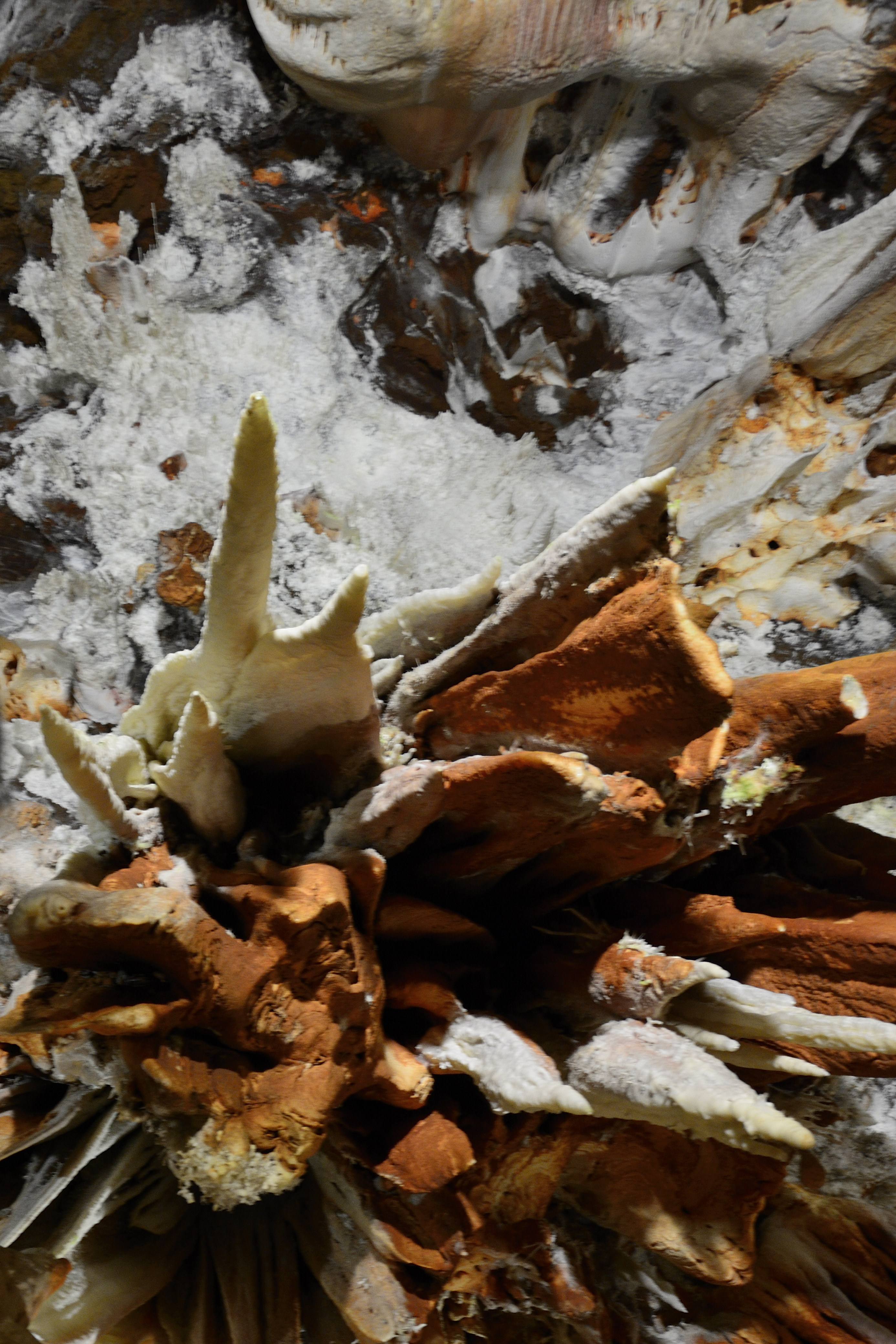
Vue de quelques concrétions

Le substrat géologique des grottes remonte à environ 12 millions d'années (Miocène moyen).
On peut voir dans la grande salle de quelque 10 000 m2 des spéléothèmes spectaculaires, dont de nombreux hélictites, coulées stalagmitiques, stalactites et draperies suspendues de formes diverses, certaines fistuleuses, et des stalagmites formées goutte à goutte du sol.
Il y a des milliers d'années, le sol a cédé de quelques centimètres, provoquant la rupture de nombreuses colonnes, dont beaucoup présentent un espace plat entre les deux sections à mi-hauteur.
La température intérieure est quasi constante tout au long de l'année, autour de 17°C.

## Visite
Les grottes sont ouvertes au public tous les jours de l'année depuis le 18 juillet 1964. Le parcours de visite de la grotte principale s'étend sur environ 1 000 m et dure environ 30 minutes pour les groupes guidés. L'entrée est gratuite pour les enfants de moins de 5 ans.